# جيفري راوش
جيفري راوش (بالإنجليزية: Jeffrey Rauch)‏ هو رياضياتي أمريكي، ولد في 29 نوفمبر 1945 في نيويورك في الولايات المتحدة.